# Incheon International Airport

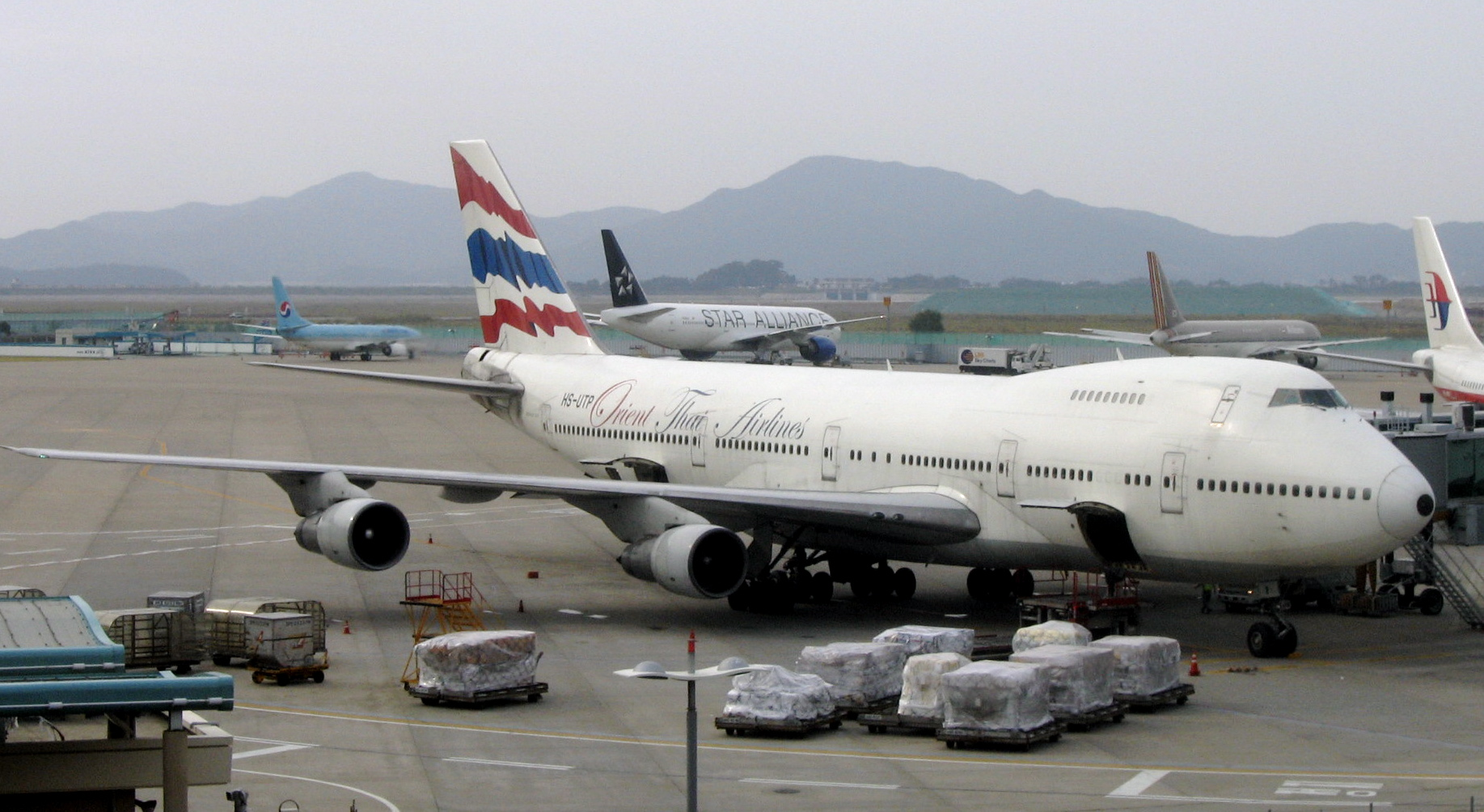
Vliegtuigen op Incheon

Incheon International Airport (IIA) (IATA: ICN, ICAO: RKSI) (Koreaans: 인천국제공항, Hanja: 仁川國際空港) is het grootste vliegveld van Zuid-Korea, en een van de grootste van Azië.
Incheon International Airport is de thuisbasis van Korean Air, Asiana Airlines en Cargo 360. Het vliegveld werd begin 2001 geopend en vervangt de internationale functie van het oude vliegveld Gimpo Airport (voorheen Kimpo International Airport). Gimpo Airport wordt tegenwoordig gebruikt voor binnenlandse vluchten en voor internationale vluchten naar Luchthaven Haneda in Tokio en luchthaven Hong Qiao in Shanghai.
Het vliegveld is een grote transferluchthaven voor zowel vracht als passagiers in Oost-Azië. De veiligheidsvoorzieningen zijn sterk geavanceerd en dit geldt ook voor de medische voorzieningen, dit alles zodat men goed in kan spelen op terroristische dreigingen en epidemieën. Mede hierdoor wordt Incheon internationaal vliegveld gezien als een van de meest technologische vliegvelden in Azië. Bij het passagiersonderzoek AETRA, onder supervisie van zowel de IATA als het Airports Council International in 2005, is Incheon verkozen tot de beste luchthaven in de wereld.

## Ligging en verbindingen

De ligging van het vliegveld tussen de eilanden Yeongjong en Yongyu.

International Airport ligt ten westen van Seoel, op het eiland Yeongjong in de Gele Zee, dat deel uitmaakt van de stad Incheon. Het is verbonden met het vasteland door freeway 130, met daarin de Yeongjong brug. Er zijn regelmatige busverbindingen van en naar het vliegveld vanuit alle delen van Zuid-Korea. Ook is er een veerbootverbinding vanuit Incheon en nabijgelegen havens. Luchthavenlimousines rijden 24 uur per dag van Seoel naar Incheon, ook zijn er verschillende verbindingen van en naar Seoel en andere plaatsen.
Daarnaast is er een snelweg tussen Incheon en Gimpo Airport aangelegd zodat er een snelle verbinding is tussen de binnenlandse en internationale vluchten. De Incheon International Airport Railroad, die op 23 maart 2007 werd geopend, zorgt ook voor een snelle verbinding met Gimpo Airport (en de metro van Seoel lijn 5). Naar verwachting in januari 2010 is de uitbreiding naar het station van Seoel gereed.

## Geschiedenis

### Tijdlijn
- Februari 1992: Masterplan goedgekeurd
- November 1992: Start van de eerste fase, voorbereiden bouwplaats en constructie.
- Juli 1994: Noordelijke en zuidelijke dijken gereed.
- Maart 1996: Officiële benaming wordt Incheon International Airport.
- Mei 1996: Constructie van de passagiersterminal gaat van start.
- December 1996: Bouw van de start- en landingsbanen gaat van start.
- 30 juni 2000: Constructie van de basiscomponenten gereed.
- Juli 2000: Testen begint.
- November 2000: Openingsdatum aangekondigd.
- 29 maart 2001: Officiële opening van de luchthaven.
- Februari 2002: Start 2de fase.
- November 2002: Passagiersterminal gereed. (Fase 2)
- Oktober 2003: Start bouw goederen terminal. (Fase 2)
- November 2003: Bouw van het “Intra Airport Transit” system van start. (Fase 2)
- December 2003: Bouw van de derde landingsbaan van start. (Fase 2)
- Juni 2004: Bouw passagiers loopgedeelte van start. (Fase 2)
- September 2004: Landingsbaanlampen geïnstalleerd. (Fase 2)
- Januari 2005: Elektriciteitsnet gereed. (Fase 2)
- April 2005: Afbouw passagiersloopgedeelte. (Fase 2)

## Constructie fasen
Het was oorspronkelijk de bedoeling om het vliegveld in drie fasen te bouwen. Dit werd na de opening veranderd in vier fasen.

### Fase 1
Dit was de eerste bouwfase van het vliegveld. Met een capaciteit van dertig miljoen passagiers per jaar en een goederencapaciteit van 1,7 miljoen ton vracht jaarlijks moesten er een passagiersterminal met een oppervlakte van 507.000 vierkante meter, twee parallelle landingsbanen, een luchtverkeerstoren, een kantorencomplex, een transportknooppunt, drie vrachtterminals, een internationaal business center en een overheidskantoorgebouw gebouwd worden.

### Fase 2
Fase 2 begon in 2002. In deze fase is een derde parallelle baan aangelegd, een 16,5 hectare groot passagiersloopgebied dat in verbinding staat met het passagiershoofdgebouw door middel van twee parallelle 870 meter lange ondergrondse gangen, en een 13 hectare grote vrachtterminal. In juni 2008 werd deze fase afgerond, de luchthaven had daarmee een capaciteit per jaar gekregen van 500.000 vluchten, 54 miljoen passagiers en 4,5 miljoen ton vracht. Daarnaast zal er een aantal upgrades plaatsvinden van bestaande apparatuur zoals een nieuw en beter ASDE-X met MRI (Multi Radar Tracking) functie, en het ADS-B (Automatic Dependent Surveillance-Broadcast) systeem met de RIMCAS (Runway Incursion Monitoring and Conflict Alert System) functie. In de planning zit ook het plaatsen van vier extra sets ASDE-X antennes om blinde plekken bij hevige regenval te voorkomen en ter voorbereiding op de nieuwe landingsbaan.

### Fase 3
In juni 2009 werd het masterplan gepresenteerd nadat fase 2 was afgerond. Het belangrijkste onderdeel is de bouw van een nieuwe passagiersterminal, nummer 2, met een oppervlakte van 38,8 hectare. Deze werd in januari 2018 voor het publiek geopend. Met deze uitbreiding kan de luchthaven jaarlijks zo'n 72 miljoen passagiers en 5,0 miljoen ton vracht aan.

### Fase 4
Verwacht wordt dat deze fase in het jaar 2020 is afgerond. Bij oplevering moet de luchthaven twee passagiersterminals, vier satellietgebieden, 128 gates en vier parallelle landingsbanen hebben. Verwacht wordt dat men er honderd miljoen passagiers kan afhandelen en zeven miljoen ton vracht, met verdere mogelijkheden tot uitbreiding. Het is de bedoeling dat het vliegveld in de top 10 van drukste vliegvelden van de wereld komt in 2020.

## Faciliteiten en infrastructuur

### Passagiersterminal
De hoofd passagiersterminal is de grootste qua ruimte in Zuid-Korea en derde grootste in de wereld na Hongkong International Airport en Suvarnabhumi Airport in Bangkok, met een oppervlakte van 496.000 m². De maten van de terminal zijn: 1060 m lang, 149 m breed en 33 m hoog. De constructie van dit gebouw kostte 1,3816 triljoen Zuid-Koreaanse wons. De terminal heeft 44 boardingpoorten, 50 douanepoorten, 2 biologische quarantainekamers, 6 vaste en 14 draagbare quarantainekamers, 120 paspoortcontrolepunten, 8 veiligheidsposten voor aankomende en 28 voor vertrekkende passagiers, 252 incheckbalies, en 120 paspoortcontrolebalies voor vertrek. Als fase 2 gereed is zullen de twee afgelegen boarding docks (concourses) zijn verbonden met de hoofdterminal door middel van twee 870 meter lange parallelle tunnels uitgerust met IAT's (Intra Airport Transit). De verbinding naar het (International Business Center) gaat door middel van een PMS (People Mover System).

### Vrachtterminal
Drie vrachtterminals vormen het Cargo Terminal Complex. De terminal is verdeeld in drie verschillende stukken, een voor import, doorvoer en export om de efficiency te verbeteren.

### Verkeerstoren
In het centrum van de luchthaven vinden we de 22 verdiepingen hoge verkeerstoren van 110,4 meter hoog, die 24 uur per dag verlicht wordt. Op de allerhoogste verdieping vinden we een paraboolantenne die gebruikt wordt voor het “Airport Surface Detection Equipment” (ASDE) om alle vliegtuigen en obstakels in een straal van 5 km rondom de toren te detecteren. De bovenste verdiepingen worden verder gebruikt door grond- en torenverkeersleiders. De lagere verdiepingen worden gebruikt voor ondersteunende doeleinden. De toren heeft een totale oppervlakte van 179 m² wat deze toren de derde van de wereld maakte in 2001.

### Landingsbanen
De luchthaven heeft drie parallelle asfaltbanen, 15R/33L, 15L/33R en 16L/34R. De eerste twee banen hebben een lengte van 3.750 meter, een breedte van 60 meter en een dikte van 1,05 meter.  Baan 15R/33L wordt meestal gebruikt voor vertrekkende vluchten en baan 15L/33R voor aankomende vluchten. Baan 16L/34R is later gebouwd en is 4.000 meter lang. Met het gereedkomen van de derde baan worden de meeste passagiersvluchten afgehandeld op banen 15R/33L en 16L/34R. Baan 15L/33R wordt voornamelijk gebruikt voor vrachtvluchten omdat deze dicht bij de vrachtterminal ligt. Als de constructie van fase 4 gereed is zal de luchthaven vier parallelle landingsbanen hebben waarvan er twee 3.740 meter lang zijn en twee vier kilometer lang. Momenteel zijn alle landingsbanen uitgerust met ILS CAT IIIb aan beide zijden die gebruikt worden als het zicht beperkt is tot vijftig meter. Ten tijde van de upgrade, was Incheon International Airport de enige luchthaven in Azië die volledig was uitgerust met het ILS CAT IIIb systeem. De landingsbaanverlichting en ook de taxilampen zijn verbonden met speciale computers in de verkeerstoren. Hierdoor is het mogelijk dat de Air Traffic Controllers gemakkelijk de verlichting kunnen beïnvloeden zodat men een vliegtuig naar de aangewezen gate kan leiden.

### Bagage-afhandelingsysteem
De bagage-afhandeling was in eerste instantie ontworpen om 31.000 stuks per uur af te handelen. Een centrale computer bestuurt het volledig geautomatiseerde “tilt-tray” systeem dat bagage sorteert en automatisch de route bepaalt naar de correcte bestemming door de barcodes te lezen als de bagage door het systeem gaat. Als het systeem de barcode niet kan lezen dan gaat de bagage automatisch naar een ruimte waar luchthavenmedewerkers de barcode lezen en ervoor zorgen dat de bagage naar de goede bestemming gaat.

### Navigatie- en communicatiemiddelen
- Instrument Landing System: De luchthaven was in eerste instantie gecertificeerd als ILS CAT-IIIa luchthaven, maar na de update naar CAT-IIIb in december 2003 op advies van de ICAO om omleidingen en geannuleerde vluchten te verminderen ten tijde van slecht zicht. Hierdoor is Incheon International Airport de enige luchthaven in Azië met het ILS Cat-IIIb system waardoor men kan blijven vliegen tijdens slecht zicht. In tegenstelling tot sommige andere luchthavens waar verschillende landingsbanen verschillende soorten “Instrumental Landing Systems” kunnen hebben, is Incheon International Airport uitgerust met het CAT-IIIb ILS systeem.
- Airport Surveillance Radar(ASR/MSSR): Drie verschillende radarlocaties worden gebruikt om vliegtuigen in de buurt van Incheon International Airport te detecteren. Deze locaties zijn te vinden in Wangsan, Shinbuldo, en Gimpo International Airport. Iedere locatie heeft zowel een ASR (Airport Surveillance Radar) als een SSR (Secondary Serveillance Radar). Informatie van alle drie de radarlocaties zijn “multi-tracked (MRT)” door gebruik te maken van ARTS en getoond aan de verkeersleider.
- Airport Surface Detection Equipment (ASDE): Ook wel grondradar die op de bovenste verdieping van de verkeerstoren staat. Dit is vereist voor een CAT-III luchthaven. Het systeem maakt gebruik van ingewikkelde algoritmen om automatisch vluchtnummers en andere informatie toe te kennen aan vliegtuigen in de buurt. Het detecteert ook onderhoudsvoertuigen en andere obstakels die een vliegtuig kunnen hinderen. Gedurende fase 2 zal het ASDE dat uitzendt op de Ku-band vervangen worden door de ASDE-X om een goed grondsysteem te hebben voor het CAT-IIIb-systeem.
- Advanced Surface Movement Guidance and Control System (A-SMGCS): Dit systeem is verbonden met het ALS (Airport Lighting System) en was ontworpen om hiermee samen te werken. Het bewaakt grondbewegingen, begeleidt grondbewegingen en plant routes. De belangrijkste functie is de mogelijkheid om taxi-instructies te verzenden naar de piloot. Door het knipperen of de intensiteit van de taxilichten te veranderen kan het systeem piloten veilig begeleiden naar de gates of start- en landingsbanen.
- PDC/D-ATIS: Incheon International Airport is uitgerust met een PDC (Pre Departure Clearance) systeem en een D-ATIS (Digital Airport Terminal Information System). Het PDC-systeem zorgt ervoor dat de speciaal uitgeruste vliegtuigen IFR-toestemming kunnen ontvangen zonder contact met de luchtverkeersleiders. Het D-ATIS-systeem genereert automatisch ATIS-informatie en heeft de mogelijkheid om dezelfde informatie te zenden aan piloten door middel van digitale teksten.
- Communications Navigation Surveillance (CNS/ATM): Een “high tech” satelliet geeft digitale communicatie-, navigatie-, en omgevingsinformatie. Het communicatie- en navigatiesysteem is beschikbaar voor piloten met vliegtuigen waarin speciale apparatuur zit. Deze satelliet wordt ook gebruikt door de “Air Traffic Controllers” voor ”Air Traffic Management” (ATM)-doeleinden.

### Meteorologische apparatuur
Het Meteorologisch systeem op Incheon International Airport bestaat uit een “Automatic Weather Observation System” (AWOS), “Low level Wind shear Alert System” (LWAS), “Terminal Doppler Weather Radar” (TDWR), “Long Range Doppler Radar”, “Weather Station Headquarter”, en een weerballonstation.
- Automated Weather Observation System (AWOS): Het systeem observeert de basisweercondities en heeft instrumenten die windrichting, windsnelheid en zicht meten alsook instrumenten zoals een ceilometer. Informatie gegenereerd door dit systeem wordt direct gebruikt door de “air traffic controller”.
- Low level Wind shear Alert System (LWAS): Dit system is in staat om Windshears te detecteren en/of te voorspellen die voorkomen op lage hoogtes. Het is ook in staat om windcondities en storm te voorspellen in de directe omgeving.
- Terminal Doppler Weather Radar (TDWR): Deze doppler-radar wordt gebruikt om “air traffic controllers” in de verkeerstoren direct van zichtbare informatie te voorzien. Dit is weersinformatie van ongeveer 90 km rondom de luchthaven.
- Weerstationhoofdkwartier: Dit is onderdeel van het Koreaanse Meteorologisch instituut en wordt gebruikt om het weer in de omgeving te observeren en te voorspellen. Informatie die is verzameld door dit station wordt wereldwijd gedeeld en gebruikt voor de luchtvaart.
- Weerballonstation: Hier worden op afstand bestuurbare weerballonen opgelaten om de weercondities rondom de luchthaven te observeren die de informatie direct doorsturen naar navigatiepersoneel en luchtverkeersleiders.
- Long Range Doppler Weather Radar: Deze draait 24 uur per dag in het weerstation (hoofdkwartier) om weercondities 480 km rondom de luchthaven in de gaten te houden. Deze informatie wordt ook gebruikt door het Koreaans Meteorologisch instituut om gewone weersverwachtingen te maken.

## Hulpdiensten

### Airport Security Task Force
De Airport Security Task Force is belast met het patrouilleren en bewaken van de luchthaven, passagiersterminal, het transportknooppunt en de taxfree zone. De security task force bestaat uit politieagenten van het Cheongwon Politie departement. Alleen speciaal getrainde agenten worden toegelaten tot de taskforce. Ze werken 24 uur per dag in 3-ploegendiensten. De gebouwen waarin de Airport Security Task Force gevestigd is zijn het “Airport Security Force Headquarters” (Guardhouse), “Airport Security Force Branch Office”, en de wapenkamer.
- Airport Security Force Headquarters (Guardhouse): Het Airport Security Force hoofdkwartier voorziet de Airport Security Task Force van training, rust, en recreatie. Het gebouw wordt ook gebruikt voor administratie.
- Airport Security Force Branch Office: De functie van dit gebouw is vergelijkbaar met het Airport Security Force Headquarters. Een van de grote verschillen is dat het zeer dicht bij de verkeerstoren ligt waardoor de daar gelegerde agenten binnen 1 à 2 minuten overal op het vliegveld ingezet kunnen worden. Dit gebouw is gebouwd om de veiligheid en de efficiency te verbeteren.
- Armory: Dit gebouw is gelokaliseerd op een niet nader bekendgemaakte plaats. Dit is een zwaarbewaakt gebouw omdat er automatische wapens, munitie en tactische uitrustingen liggen voor gevallen van nood.

### Brandweer
De brandweer is verantwoordelijk voor het bestrijden en voorkomen van brand en voor alle reddingsoperaties op de luchthaven. Op Incheon International Airport zijn twee brandweerposten. Een ervan ligt aan de noordkant van landingsbaan 15L/33R en de andere ligt ten zuiden van landingsbaan 15R/33L in de buurt van de passagiersterminal. De brandweerlieden van deze twee posten zijn in staat om 2 à 3 minuten te reageren op ongevallen op de landingsbanen, onder ideale omstandigheden.
- Hoofdkwartier: Het hoofdkwartier van de brandweer ligt dicht bij landingsbaan 15L/33R aan de westkant van het oostelijke gedeelte van de luchthaven. Ze zijn verantwoordelijk voor het blussen van branden en het uitvoeren van reddingsoperaties op de landingsbanen en gebouwen op het oostelijke deel van de luchthaven. In dit gebouw van de brandweer vinden we garages voor de brandweervoertuigen, opslagruimten, kantoren en voorzieningen voor de brandwachten.
- Dependance: De dependance ligt ongeveer 500 meter ten zuidoosten van passagiersterminal 1 en 650 meter ten zuiden van landingsbaan 15R/33L. Het biedt dezelfde mogelijkheden als het hoofdkwartier. Het enige verschil is dat men van hieruit branden blust en reddingsoperaties verricht in de passagiersterminal en de gebouwen eromheen. Van hieruit is men ook in staat om te reageren op incidenten op de landingsbaan.

## Luchtverkeersleidingfrequenties
| ATIS               | 128.2 MHz, 128.4 MHz, 230.25 MHz                       |
| Clearance Delivery | 121.0 MHz, 121.625 MHz, 269.2 MHz                      |
| Ramp               | 121.65 MHz, 121.875 MHz, 121.8 MHz, 269.1 MHz          |
| Ground             | 121.4 MHz, 121.775 MHz, 226.9 MHz                      |
| Tower              | 118.2 MHz, 118.8 MHz, 231.8 MHz                        |
| Seoel Departure    | 121.35 MHz, 123.25 MHz, 125.15 MHz, 321.2 MHz          |
| Seoel Approach     | 119.1 MHz, 119.75 MHz, 120.8 MHz, 305.7 MHz, 363.8 MHz |

## Onderscheidingen, certificaten en beoordelingen
- In 1998 heeft Incheon international Airport het ISO certificaat voor luchthavenconstructie en luchthavenservice behaald.
- Vanaf 2002 won de luchthaven in drie opeenvolgende jaren de “Best Airport Award” volgens IATA en ACI.
- Incheon International Airport Corporation werd wereldwijd de eerste luchthaven met het “airport services” ISO certificaat.
- In 2005 won het de “Best Airport Worldwide 2005 award” van AETRA Service Monitoring door IATA en ACI.
- In 2006 ontving het de ATRS' Top Asia-Pacific Efficiency Award.
- Ook kreeg men in 2006 de prijs voor “world's best airport” gebaseerd op klanttevredenheidsonderzoek uitgevoerd door IATA.
- Incheon International Airport ontving een ISO certificaat in de categorie milieu.
- Incheon International Airport werd onderscheiden als "Best in Service Award in Class" tijdens het 1e International Conference on Airport Quality and Service door de IATA en de ACI.
- Incheon International Airport werd 2e in "Best Airport Worldwide", na Hong Kong International Airport, en voor Singapore International Airport.

## Statistieken
In 2019 stond de luchthaven op de 14e plaats van alle luchthavens wereldwijd gemeten naar het aantal passagiers. Met betrekking tot vracht stond het op de vijfde plaats.
| Jaar | Vliegtuig bewegingen | Passagiers | Vracht (ton) |
| ---- | -------------------- | ---------- | ------------ |
| 2001 | 86.807               | 14.542.290 | 1.186.015    |
| 2002 | 126.094              | 20.924.171 | 1.705.928    |
| 2003 | 130.185              | 19.789.874 | 1.843.055    |
| 2004 | 149.776              | 24.084.072 | 2.133.444    |
| 2005 | 160.843              | 26.051.466 | 2.150.139    |
| 2006 | 182.007              | 28.191.116 | 2.336.571    |
| 2007 | 211.404              | 31.227.897 | 2.555.580    |
| 2008 | 211.102              | 29.973.522 | 2.423.717    |
| 2009 | 198.918              | 28.549.770 | 2.313.002    |
| 2010 | 214.835              | 33.478.925 | 2.684.499    |
| 2011 | 229.580              | 35.062.366 | 2.539.222    |
| 2012 | 254.037              | 38.970.864 | 2.456.724    |
| 2013 | 271.224              | 41.482.828 | 2.464.385    |
| 2014 | 290.043              | 45.512.099 | 2.557.681    |
| 2015 | 305.446              | 49.281.220 | 2.595.677    |
| 2016 | 339.673              | 57.765.397 | 2.714.341    |
| 2017 | 360.295              | 62.082.032 | 2.921.691    |
| 2018 | 387.497              | 68.259.763 | 2.952.123    |
| 2019 | 404.104              | 71.169.722 | 2.764.369    |
| 2020 | 149.982              | 12.094.851 | 2.822.370    |
| 2021 | 131.027              | 3.198.909  | 3.329.292    |
| 2022 | 171.253              | 17.869.759 | 2.945.855    |

## Ongelukken en incidenten

### Ongelukken en incidenten waarbij de luchthaven betrokken is
- Op 11 september 2001 werd vlucht 85 van Korean Air onderweg naar John F. Kennedy International Airport in New York omgeleid en geëscorteerd door militaire vliegtuigen naar Whitehorse International Airport in Canada nadat de transponder niet meer functioneerde en de luchtverkeersleiding dacht dat het vliegtuig was gekaapt. Hoewel het vliegtuig weinig brandstof had bleek al gauw dat het niet gekaapt was. De omleiding werd uitgevoerd tijdens Operatie Yellow Ribbon.
- Op 17 december 2005 viel een GE90-94B motor van een Air France Boeing 777, afkomstig van Incheon International Airport onderweg naar de Luchthaven Charles de Gaulle in Frankrijk, uit wat resulteerde in een ongeplande landing in Irkoetsk, Siberië.

## Bereikbaarheid

### Bus

#### Seoel
- 600: Jamsil
- 601: Seoel Station
- 602: Cheongnyangni
- 602-1: Donamdong
- 603: Seoel University
- 604: GeumChon District Office
- 604-1: Gwangmyeong City Express Bus Terminal
- 605: Seoel City Hall
- 605-1: Myeongdong
- 606: Cheonhodong
- 607: Songjeong Station
- 608: Yeongdeungpo Station
- 609: Garak Market
- Dobong
- Gangnam
- Gangnam Express Bus Terminal
- Gimpo Airport
- Hannamdong
- Jamsil
- Namsan
- Nowon
- Seoel City Hall
- Seoel Station
- Trade Center Bus Terminal

#### Incheon
- 111: Songdo Resort
- 112: DongIncheon Station
- 203: Yeongjong Port
- 222: Jamjindo
- 223: Airport City
- 301: Yeongdeungpo Station
- 302: Songnae Station
- 306: Incheon Station
- Songdo (Yeonsu District Office)

#### Gyeonggi-do
- 3300: Ilsan
- Anseong
- Yongin
- Icheon
- Jukjeon
- Yeoju
- Seongnam
- Ansan
- Uijeongbu
- Namyangju
- Suwon
- Anyang

#### Overige
- Daegu
- Daejeon
- Onyang
- Wonju
- Chungju
- Taean
- Gwangju
- Jeonju
- Chungju
- Pohang
- Ulsan
- Busan
- Chuncheon

#### Luchthavenvervoer
- Vrachtterminal: Gratis bus service tussen de passagiersterminal en de vrachtterminal. Rijdt elke acht minuten tijdens piekuren, daarbuiten om de twintig minuten.
- Langparkeren: Gratis bus dienst tussen de passagiersterminal en de parkeerplaats. Rijdt normaal gesproken om de dertig minuten, tijdens piekuren elk kwartier.

### Trein
De Incheon International Airport Railroad (A'REX) is in maart 2007 geopend. Het verbindt Incheon International Airport met Gimpo Airport, en ook de stations van Seoel en Yongsan.

### Auto
Op de luchthaven zijn 4000 parkeerplaatsen voor kort parkeren en 6000 voor langparkeren. Als men gebruikmaakt van langparkeren is er een shuttlebus voor vervoer naar de vracht- en passagiersterminal. Autoverhuur vindt men in de buurt van langparkeren. Een verbinding naar het vasteland is er via de Yeongjong brug en snelweg. Hiervoor betaalt men tol.

### Taxi
Taxi’s vindt men voor de aankomsthal. De meeste zijn wit en zijn te herkennen aan de speciale blauwe of groene taxibordjes op het dak. Taxi’s in de kleur zwart zijn luxe taxi’s en zijn duurder dan gewone. De meeste chauffeurs die vanaf de luchthaven rijden spreken Engels maar zeker niet vloeiend. Sommige taxibedrijven bieden de klant gratis vertaling aan via een mobiele telefoon (van de chauffeur). Het is aan te bevelen om je bestemming op te schrijven voordat je in een taxi instapt. Ook is het normaal dat de passagiers betalen voor de tol tijdens de rit.

### Veerboot
Een veerboot van Yeongjong-do naar Incheon is aanwezig, maar is nogal ver van de luchthaven.